# Greppbräda

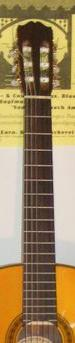
Greppbräda på en gitarr

Greppbrädan är den del av vissa stränginstrument där spelaren kan välja ton genom att på en valbar punkt längs strängen trycka den mot en underliggande plan yta. Greppbrädan är den skiva som är placerad längs med och under strängarna.
Många greppbrädor, till exempel på gitarrer, har metalltrådar, så kallade bandstavar, placerade vinkelrätt mot strängarnas längsriktning i positioner som motsvarar lämpliga toner. Vid spelning eller intonering med sådana band kan spelaren endast välja de toner för vilka det finns band på instrumentet. Fioler har greppbrädor som saknar band.
Piano är ett exempel på stränginstrument som saknar greppbräda.

## Greppbrädan
Greppbrädan kan vara snidad, med utskjutande remsor av hårt material vinkelrätt mot strängarna, mot vilka spelaren trycker strängarna för att stoppa dem. På moderna gitarrer är banden vanligtvis gjorda av metall. Bandet gör det möjligt för spelaren att konsekvent stoppa strängen på samma plats, vilket gör att musikern kan spela noter med rätt intonation. Dessutom dämpar inte bandet strängens vibrationer lika mycket som fingrarna på en obehandlad greppbräda. Bandet kan vara fast, som på en gitarr eller mandolin, eller rörligt, som på en luta. Greppbrädan kan också vara opläterad, vilket är vanligt på stråkinstrument där fingerdämpning inte är viktigt på grund av att stråken ständigt stimulerar strängarna. Oöverlappade greppbrädor ger musikern bättre kontroll över subtila tonhöjdsförändringar än överlappade greppbrädor, men anses generellt vara svårare att bemästra. Overlay-griffbrädor kan också, men sällan, vara en hybrid av de två.

## Material
På stråkinstrument (t.ex. violin, altfiol, cello och kontrabas) är greppbrädan vanligtvis gjord av ebenholts, rosenträ eller annat lövträ. På vissa gitarrer är greppbrädan och lönnöverdraget tillverkade av ett enda trästycke. Smuts och beläggningar kan gradvis tränga in i trästrukturen och orsaka missfärgning, skevhet eller till och med sprickor. Därför är det nödvändigt att rengöra greppbrädan med jämna mellanrum. Flera moderna hantverkare använder lätta icke-trämaterial som kolfiber i sina greppbrädor. Olika impregnerade trämaterial används för att tillverka greppbrädor i snidade instrument.